# Малоданиловский поселковый совет
Малодани́ловский либо Ма́ло-Дани́ловский поселко́вый сове́т — входил до 2017 года в состав
Дергачёвского района Харьковской области Украины. Административный центр поселкового совета находился в
пгт Малая Даниловка.
С 2017 года решением сессий Малоданиловского поселкового совета и Черкасско-Лозовского сельского совета была создана Малоданиловская территориальная община (укр. громада), включающая в себя семь населённых пунктов с населением 13 700 человек.
Через территорию ОТГ проходит электрифицированная двухколейная железная дорога Москва — Харьков и три международных трассы: Москва — Крым, Киев — Ростов-на-Дону, Харьков — Золочев — Грайворон.

## История
- 1920-е годы(?) — дата образования сельского Совета депутатов трудящихся в составе … волости Харьковского уезда Харьковской губернии Украинской Советской Социалистической Республики.
- С марта 1923 года по сентябрь 1930 — в составе Харьковского о́круга, с февраля 1932 — Харьковской области УССР.
- Сельсовет входил в Деркачёвский район Харьковской области. В период, когда Деркачёвский район был упразднён, входил в Харьковский район.
- 1939 — дата преобразования Мало-Даниловского сельсовета в поселковый Совет депутатов трудящихся в составе Деркачёвского района Харьковской области Украинской Советской Советской Социалистической Республики - одновременно с получением Малой Даниловкой статуса посёлок городского типа.
- Согласно постановлению ВРУ от 6 сентября 2012 года № 5215-VI, 222 гектара земли Малоданиловского совета были присоединены к городу Харькову.[2]
- 2017 — присоединён Черкасско-Лозовской сельский совет.
- 2017 (?) — создана Малоданиловская территориальная община.
- 17 июля 2020 года в рамках административно-территориальной реформы по новому делению Харьковской области[3][4] Дергачёвский район Харьковской области был ликвидирован; входящие в него населённые пункты и его территории присоединены к Харьковскому району.
- Поссовет просуществовал 78 лет.

## Адрес поссовета
62341, Харківська обл., Дергачівський р-н, смт. Мала Данилівка, вул. Ювілейна, 5.

## Населённые пункты совета
- пгт Ма́лая Дани́ловка
- село Зайченки
- село Карава́н
- село Лужо́к
- село Чайко́вка
- село Черкасская Лозовая (присоединено в 2017)
- посёлок Лесное (Дергачёвский район) (присоединён в 2017).

### Ликвидированные населённые пункты
- посёлок Институ́тское